# Adolfo di Essen
Adolfo di Essen (in tedesco Adolf von Essen, latinizzato anche in Adolfus de Assindia; Essen, 1350 circa – Treviri, 4 giugno 1439) è stato un monaco cristiano e scrittore tedesco appartenente all'Ordine certosino. Promotore della pietà popolare, si impegnò a diffondere il rosario e la preghiera del suo allievo Domenico di Prussia.

## Biografia
Nacque ad Essen in una nobile famiglia della Renania settentrionale-Vestfalia. La sua data di nascita è collocata dagli storici tra il 1350 e 1359, oppure verso il 1370. 
I suoi biografi, narrano che a tre o quattro anni non potesse camminare, perché aveva le gambe paralizzate e che per muoversi doveva aiutarsi con le braccia. In preda alla disperazione, sua madre ricorse a un'anziana donna che adorava i pagani "Penati" (divinità domestiche). Fu così immerso in una vasca da bagno, da cui rialzandosi poté camminare di nuovo, completamente guarito. In seguito Adolfo avrebbe rimproverato la madre per aver creduto a suddette pratiche "perfide".
Da giovane frequentò le corti dei conti di Limburgo e dei Lorena. Studiò probabilmente teologia presso l'Università di Colonia dove fu ritrovato un documento datato 28 giugno 1398 con la sua matricola. Entrò nella Certosa di Sant'Albano a Treviri.
È documentato come priore lì tra il 1409 e il 1415, quando fondò la certosa di Marienfloss vicino a Sierck su richiesta del Duca e della Duchessa di Lorena, Carlo II e Margherita, e la diresse fino al 1421. Dopo essere tornato a Treviri, fu trasferito a Liegi nel 1433 a causa di controversie con il suo priore, da dove poté tornare solo nel 1437. Morì di peste nel 1439. 
La sua opera principale è una biografia della duchessa Margherita di Lorena, di cui è sopravvissuta solo in una copia del XVII secolo, i cui soli frammenti furono stampati nel 1627.